# Sfântul Spiridon

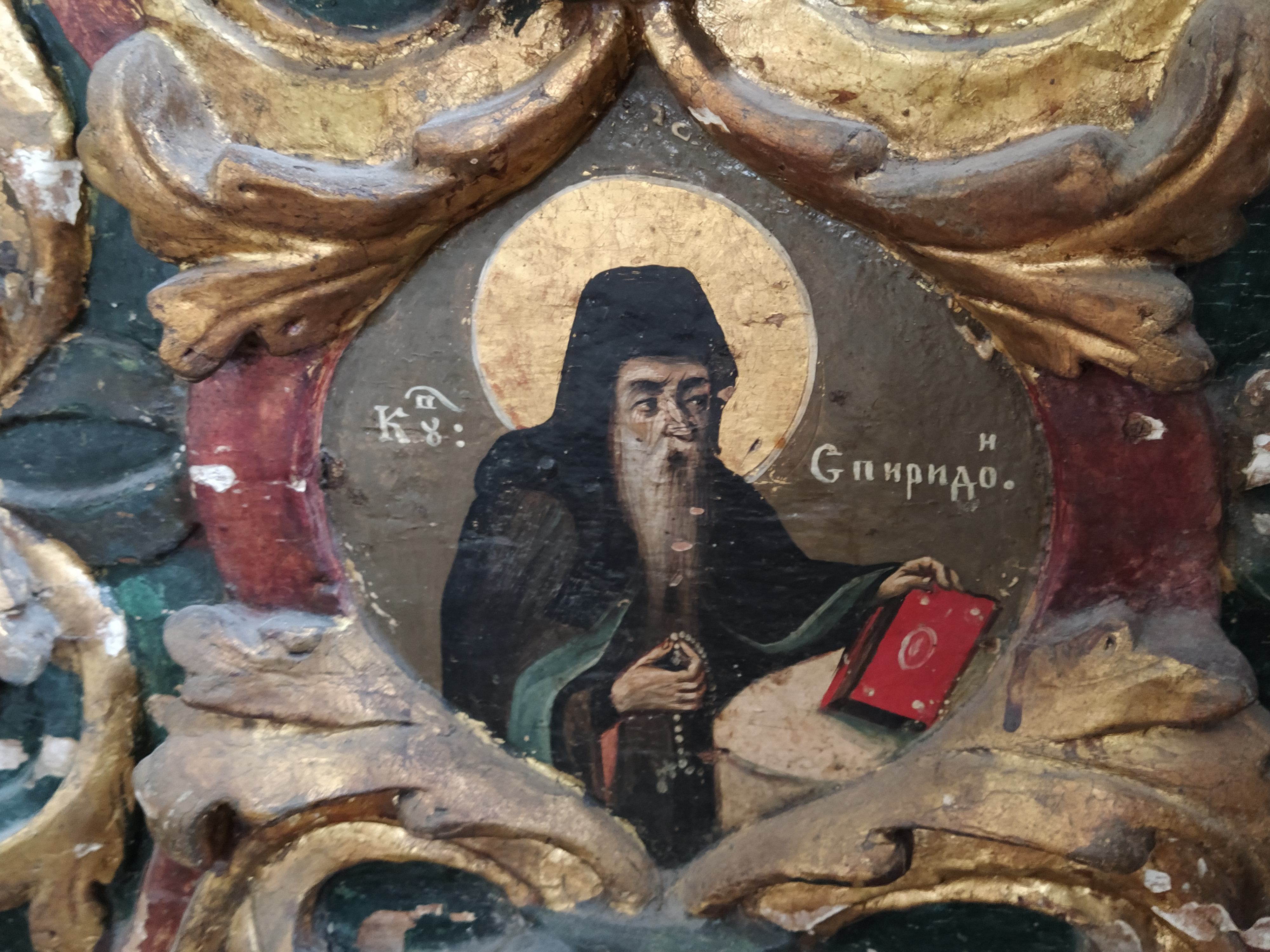
Sfântul Spiridon, iconostasul Catedralei din Blaj, sec. al XVIII-lea

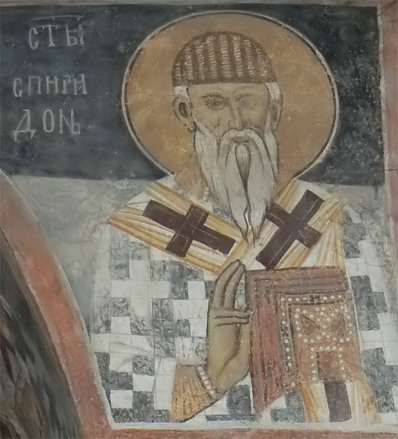
Sfântul Spiridon, Frescă în Mănăstirea Zemen (Bulgaria)

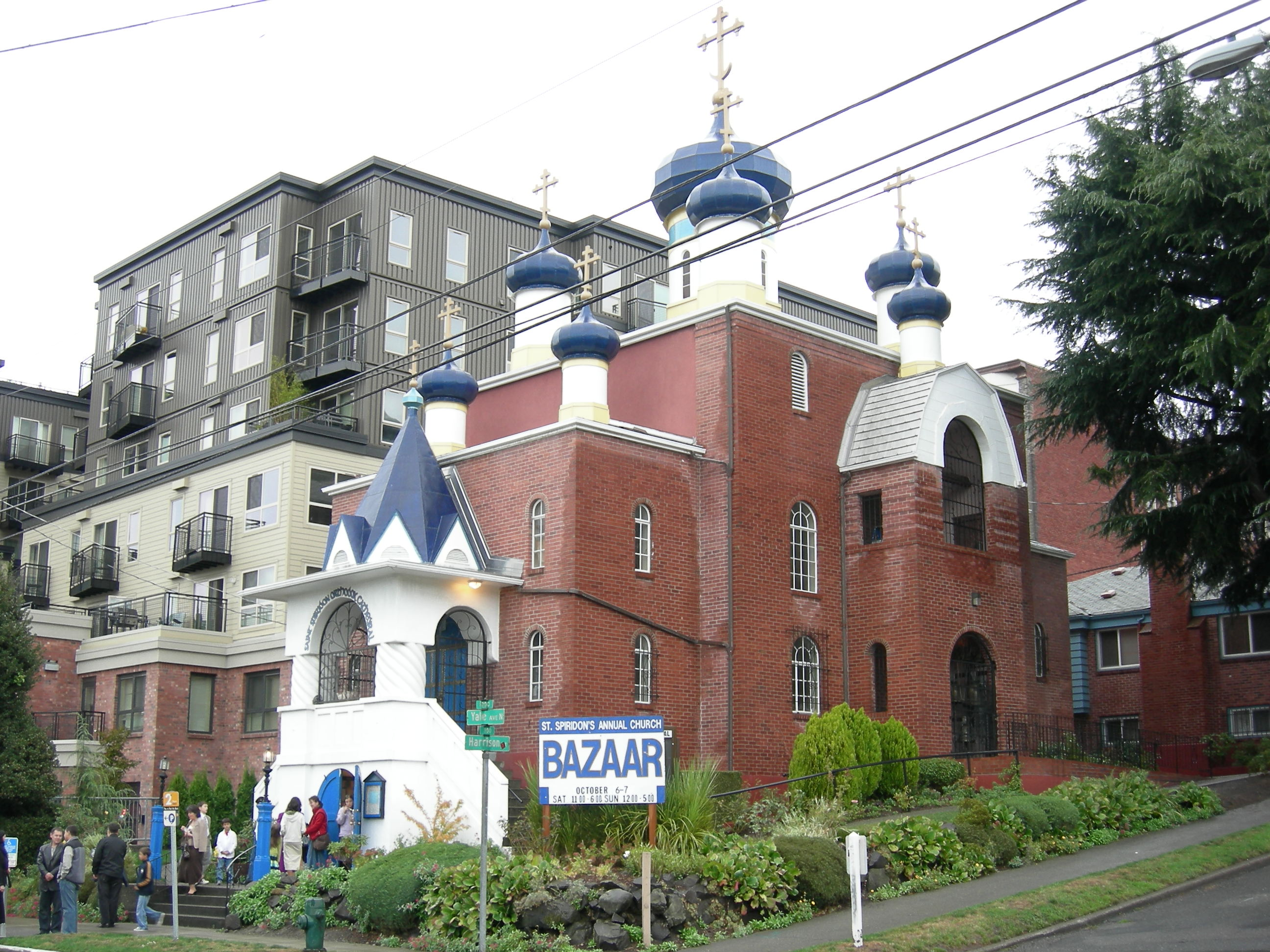
Catedrala Ortodoxă St. Spyridon, Seattle (SUA)

Sfântul Spiridon (n. c. 270; † 350) este un sfânt creștin, patronul insulei Corfu din Grecia. Pomenirea lui este celebrată anual în 12 decembrie.

## Viața
În tinerețe, Spiridon a fost păstor de oi. A fost căsătorit, dar soția i-a murit de timpuriu, rămânând cu fiica sa, plecată ulterior la Domnul. Acest trist eveniment l-a făcut să îmbrace schima monahală, devenind ulterior păstor de suflete, ca episcop al Trimitundei.
Spiridon este sfântul care pleacă periodic din raclă, pentru a-i ajuta pe oamenii care îl cheamă în rugăciune, cu credință și dragoste. Astfel, precum se cunoaște îndeobște, Sfântul Ierarh Spiridon al Trimitundei ale cărui relicve se păstrează în catedrala cea mare din insula Corfu, Grecia, este un mare făcător de minuni.
Datorită minunilor săvârșite în întreaga lume, Spiridon a fost denumit și "Sfântul călător". Conform legendei moaștele sale au dispărut din biserica din Corfu pentru scurte perioade de timp, iar când au reapărut au fost prăfuite, iar încălțările tocite, având urme de pământ și iarbă.

## Persecuții și mărturii ale credinței ortodoxe
În timpul persecuțiilor sub împăratul Maximian (295 d. Hr.), sfântul a fost arestat și exilat. În anul 325, a participat la Primul Sinod Ecumenic de la Niceea, unde a uimit pe mulți cu simplitatea cu care a explicat credința ortodoxă. Cu fără prea multă carte, sfântul a reușit să convertească un mare filozof al vremii de la arianism la Ortodoxie, uimind pe toți cei prezenți la Sinodul de la Niceea. El a explicat unitatea și diversitatea Sfintei Treimi ținând în mână o cărămidă și spunând simplu că este formată din trei elemente esențiale, și anume foc, pământ și apă. În timp ce vorbea, s-a aprins focul în partea de sus a cărămizii și a început să curgă apa din partea de jos. Tot acolo, la Niceea, l-a cunoscut pe Sf. Ierarh Nicolae; între cei doi ierarhi s-a format o prietenie trainică.

## Izvoare
- Socrates Scholasticus, 'Historia ecclesiastica 1,12
- Rufin din Aquileea, Eusebii historia ecclesiastica 10,5
- Sozomenos, Historia ecclesiastica 1,11

## Literatură
- deKlaus-Peter Todt:  Sfântul Spiridon în Biografii din bibliografia lexiconului bisericesc (BBKL). Bd. 10, Herzberg 1995, ISBN 3-88309-062-X, Sp. 1080–1083.
- Iera Moni Pantokratoros Sotiros Christou (Ed.): Das Leben und die Wunder des Heiligen Spyridon. Trad. Anastasia Daskaroli, Ed. Mydonia. Thesalonic 2005.